# Phostria purpureonitens
Phostria purpureonitens là một loài bướm đêm trong họ Crambidae.